# Добрыни (Спировский район)
Добрыни — деревня в Спировском районе Тверской области.

## География
Находится в центральной части Тверской области на расстоянии приблизительно 18 км на юго-запад по прямой от районного центра поселка Спирово.

## История
Деревня была отмечена ещё на карте Менде (состояние местности на 1848 год). В 1859 году здесь (сельцо Новоторжского уезда) было учтено 24 двора. До 2021 года входила в состав Выдропужского сельского поселения Спировского района до его упразднения.

## Население
Численность населения: 215 человек (1859 год), 50 (русские 98 %) в 2002 году, 35 в 2010.